# E847 (trasa europejska)
E847 – trasa europejska przebiegająca przez Włochy. Łączy trasy E45 i E90 oraz miasta Sicignano degli Alburni, Potenza i Metaponto. Jej długość wynosi 134 km.